# Агорафобија
Агорафобија (грч. αγοραφοβία; од речи αγορα — трг, и φοβος — страх) је првобитно означавала страх од отвореног простора, док се данас под тим појмом подразумијева скуп страхова у вези са јавним местима, отвореним простором и мноштвом људи и са мишљењем да на таквом месту након изненадног онеспособљења не бисмо били у стању побећи или потражити помоћ. 
Агорафобија чини 60% свих фобија откривених клиничким прегледима. Чешћа је код жена, а започиње у адолесценцији или раном одраслом узрасту. Поремећај често започиње рекурентним нападима панике, а други симптоми укључују напетост, вртоглавицу, блаже облике компулзивног проверавања, прежвакавање идеја (руминатио), страх од губљења разума и депресију. Чест је и страх од висине (акрофобија) или затворених простора (клаустрофобија). 
Друштво поверљивог пријатеља олакшава излазак из куће.